# 鬼出嫁
《鬼出嫁》是由張志超執導恐怖喜劇電影作品，由學冠有限公司1990年發行，學者電影公司出品。全劇在描述台灣傳統社會娶神主的習俗，女性亡者的家屬會在路邊放置紅包供人撿拾，來尋找冥婚對象。

## 劇情概要
明賢（李志希飾）與卓仔（卓勝利飾）在仲介公司剛被老板（林光寧飾）炒魷魚，就遇上一位自稱是董事長（文英飾）的人上門專程來找明賢，向明賢說明要他迎娶死去的女兒玉詩，事成後可分得家中財產，老板聞知後為挽救公司危機拜託明賢要答應這門婚事，在玉婷（葉全真飾）與玉詩（蕭紅梅飾）母親請求之下，明賢最後答應這場冥婚。

在成婚之夜，明賢已醉得不省人事躺在床上，這時玉婷被姊姊靈魂附身，不自覺地走向明賢身旁，一夜醒來已是生米煮成熟飯，直到玉婷懷孕一事被母親察覺，玉婷眼見紙包不了火，要求明賢要娶她以示負責，但明賢礙於玉婷姊姊的緣故，始終不肯答應，後來玉婷說服明賢才答應。

明賢因為與玉詩的冥婚在完婚後事業就開始飛黃騰達，但少夫（周禹侯飾）總經理的位置不僅被好友阿雄（沈文程飾）取代，最後還落得跑路的下場，急需跑路費的少夫持槍威脅阿雄給他保險櫃鑰匙讓他開保險櫃，阿雄趁少夫打開保險櫃時與其扭打企圖奪槍，卻反被少夫射殺而亡，之後少夫便將目標轉向玉婷。

少夫告知玉婷已經查出殺害姊姊的兇手，玉婷照著少夫的指示來到荒郊野外的半成屋，沒想到卻被少夫挾持成人質，並威脅明賢拿錢來交換人質。在明賢來前，玉婷向少夫問起殺害姊姊兇手一事，少夫便向她說明全程，單純只因為被姊姊發現做假帳而炒魷魚，氣不過的少夫就計劃殺人，與阿雄聯手一同佈局，在道路上鋪上角釘，並裝鬼嚇玉詩，使玉詩開車滾下山而身亡。

明賢與少夫交易完成，少夫事後想殺人滅口，玉婷趁機踢掉少夫手上的槍，明賢打傷少夫後，趁機烙跑，少夫正要追上前去，突然玉詩的鬼魂出現，少夫當場嚇死過去…。
最後，玉詩(作為鬼魂)和玉婷(作為人類)同時下嫁給明賢。

## 演員
- 葉全真 飾 玉婷( 妹妹 )
- 蕭紅梅 飾 玉詩( 姊姊 )
- 文英 飾 玉婷、玉詩之母
- 石英 飾 叔公
- 李志希 飾 劉明賢
- 卓勝利 飾 卓仔
- 白冰冰 飾 阿花
- 沈文程 飾 阿雄
- 林光寧 飾 仲介公司老板
- 周禹侯 飾 少夫
- 張盈真 飾 客戶

## 外部連結
- 台灣電影資料庫 片庫索引資料頁 鬼出嫁
- 台灣電影資料網 電影檔案 鬼出嫁 （页面存档备份，存于）
- 開眼電影網上《鬼出嫁》的資料（繁體中文）
- 香港影庫上《鬼出嫁》的資料（繁體中文）
- 豆瓣电影上《鬼出嫁》的資料 （简体中文）
- 互联网电影数据库（IMDb）上《鬼出嫁》的资料（英文）